# 中途島號航空母艦
中途島號航空母艦（USS Midway，舷號CVB/CVA/CV-41）是一艘隸屬於美國海軍的航空母艦，為中途島級航空母艦的首艦。她是美軍第一艘以中途島為名的軍艦，以紀念中途島海戰。
中途島號在1943年開始建造，在1945年下水，並於日本投降後一個月服役，無緣參與第二次世界大戰。接著中途島號一直在大西洋及地中海執勤，並在韓戰期間重編為攻擊航母（CVA-41）。韓戰結束後不久，中途島號轉到太平洋艦隊服役，並在途中參與了大陳島撤退。稍後中途島號進行SCB-110現代化改建，增設斜角飛行甲板。
改建後中途島號轉到太平洋艦隊服役，並在老撾危機期間到南中國海警備。1965年後，中途島號多次前往西太平洋，參與越戰，並在期間進行SCB-101現代化改建。1973年起，中途島號開始以日本橫須賀為母港，並在越戰結束前夕，西貢陷落時在越南外海參與了名為「常風行動」的撤僑任務。1975年，中途島號重編為多用途航空母艦，舷號改為CV-41。
越戰後中途島號主要在西太平洋、印度洋及阿拉伯海三地執勤。伊朗人質危機及兩伊戰爭期間，中途島號均曾到波斯灣戒備，並在戰爭後期為科威特油船護航；1980年韓國光州事件後中途島號又曾與珊瑚海號到濟州島外待命。六四事件後，中途島號亦被派到中國外海，一度預備撤僑。同年菲律賓發生政變，在阿基諾夫人的請求下，美國派中途島號等到菲律賓外海警戒，最終迫使政變流產。退役前夕，中途島號參與了海灣戰爭，空襲了入侵科威特的伊拉克部隊。
中途島號在1992年退役，並在1997年除籍。2003年海軍將中途島號捐贈給民間組織，改裝為博物館艦。博物館在2004年6月於加州聖地牙哥開放。現在停放於加州聖地牙哥。

## 建造及大西洋艦隊

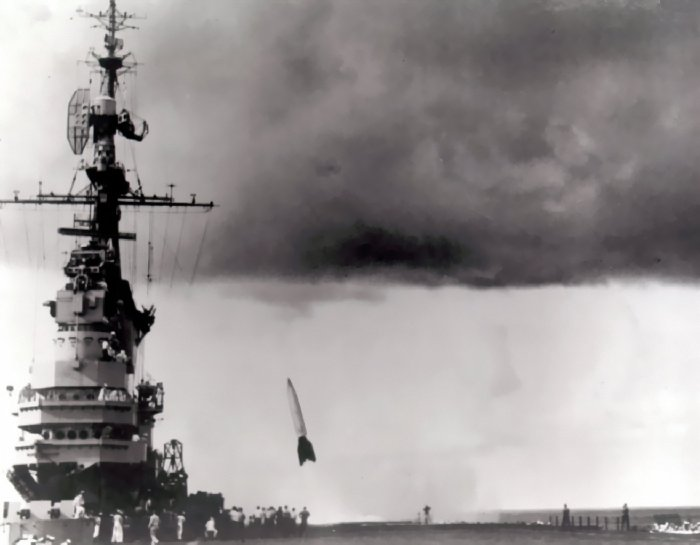
1947年9月6日，中途島號在海上試射了一枚繳獲的納粹德國V2火箭。戰後世界軍事步入核子及導彈年代，而美國海軍卻飽受新成立的空軍排擠，被指無法投射核武及導彈，在國內的軍種競爭中處於下風。故此海軍執意在主力軍艦安裝導彈發射器，並研發可攜帶核彈的艦載機；這些艦載機在福萊斯特級航空母艦服役前，只能夠在中途島級起飛。韓戰爆發後，海軍的地位瞬即恢復。

中途島號在1943年10月27日於紐波特紐斯造船廠開始建造，舷號為CVB-41。1945年3月20日，中途島號下水，並於9月10日服役。當時第二次世界大戰已結束近一個月。11月7日至1946年1月2日，中途島號到加勒比海試航，並訓練飛行員。由於中途島號負載超重，艦艏經常撞入大浪之中，使飛行甲板及前部機庫甲板經常入水過量，艦體的穩定性亦因此降低。此問題一直無法妥善解決。
1946年3月1日，中途島號離開母港諾福克海軍基地，前往北大西洋，參與霜凍行動（Operation Frostbite），測試航空母艦在嚴寒天氣下的執勤效率。6日起中途島號開始在拉布拉多海及戴維斯海峽演習。由於海面經常颳起狂風大浪，中途島號連接艦側升降台的機庫門口在13日受損；飛行甲板經常出現積雪；而飛機亦需更多時間預熱引擎，才可起飛。演習期間，中途島號一共損失了三架飛機及一名飛行員。28日中途島號返抵諾福克。
返國後的中途島號進入船廠維修，然後留在近海訓練。1947年9月26日，中途島號在艦上試射繳獲的德國V-2火箭。10月29日，中途島號離開諾福克，首次前往地中海巡航。11月17日中途島號橫越直布羅陀海峽，接著先後到訪阿爾及利亞布尼、馬爾他、熱那亞、那不勒斯、奧古斯塔、塔蘭托及法國海耶爾（Hyères），於1948年3月11日返抵諾福克。
1949年1月4日至3月5日，中途島號短暫到地中海巡航，然後留在近岸訓練。返抵諾福克前，中途島號派出了數架經過改裝的P-2海王星巡邏機，模擬搭載核彈，順序飛往巴拿馬運河及聖體市，最後在聖地牙哥降落，以向外界展示海軍有能力投擲核武。同年12月中途島號再次前往北大西洋，測試嚴寒天氣下的執勤效率。1950年1月26日，中途島號再次到地中海，並先後到訪伊斯坦堡、塞浦路斯、馬爾他、康城、奧蘭及里斯本，在5月23日返抵諾福克。6月25日韓戰爆發。由於西太平洋的航空母艦嚴重短缺，海軍將大西洋艦隊的雷伊泰號臨時調到西太平洋執勤；而中途島號則在7月10日至11月10日期間，再次到地中海巡航，以填補雷伊泰號的出缺。
返國後中途號進入諾福克船廠改建，強化飛行甲板，以起降可搭載核彈的RJ-1攻擊機及其他新式噴射機。與此同時，海軍亦拆除了艦上部分的5吋/54火炮，並以新式的3吋/50火炮替換艦上的40毫米高射砲。改建在1951年4月完成後，中途島號留在近岸訓練，並到加勒比海試航。
1952年1月9日，中途島號離開諾福克，再次前往地中海巡航。2月25日至3月16日，中途島號及塔拉瓦號聯同英國皇家海軍、法國海軍及意大利陸軍，參與北約的大滿貫演習（Exercise Grand Slam），模擬攻守盟國在地中海的護航艦隻。巡航期間中途島號先後到訪直布羅陀、蔚藍海岸的儒昂湾、巴塞羅那、阿爾及爾、奧古斯塔、塔蘭托、那不勒斯、熱那亞、拉斯佩齊亞、羅得島、塞薩洛尼基、帕爾馬及奧蘭等港口，最後於5月5日返抵諾福克。
返國後中途島號留在近岸執勤，並曾臨時重畫飛行甲板軸線，模擬裝設斜角飛行甲板的飛行作業。8月26日中途島號前往北大西洋，參與北約代號主轉桁索行動（Operation Mainbrace）大型演習。除中途島號外，美軍亦派出胡蜂號、羅斯福號、萊特號、明都洛號、薩萊諾灣號及威斯康辛號 而英國則派出鷹號、光輝號、忒修斯號及前衛號等艦；法國、加拿大、丹麥、挪威、葡萄牙、荷蘭及比利時等國亦派軍參與。9月14日演習開始，在25日結束。10月1日，中途島號重編為攻擊航母，舷號改為CVA-41。8日中途島號返抵諾福克休整。
12月1日，中途島號再次離開諾福克，前往地中海，參與北約六個成員國舉辦的會師行動（Operation Rendezvous）演習，並先後到訪直布羅陀、胡安港、馬賽、塔蘭托、那不勒斯、熱那亞、拉斯佩齊亞、阿爾及爾、奧蘭、奧古斯塔、羅得島、塞薩洛尼基、巴塞羅那及帕爾馬等地，在1953年5月19日返抵諾福克。
1954年1月8日，中途島號再次前往地中海巡航，並到訪地中海多個港口。在進入雅典前夕，中途島號與補給船相撞，艦體輕微受損。由於班寧頓號的彈射器在5月意外爆炸，造成嚴重傷亡，無法及時前往地中海。中途島號延長巡航時間，到8月4日才返抵諾福克。

## 太平洋艦隊、遠東危機與首次現代化改建

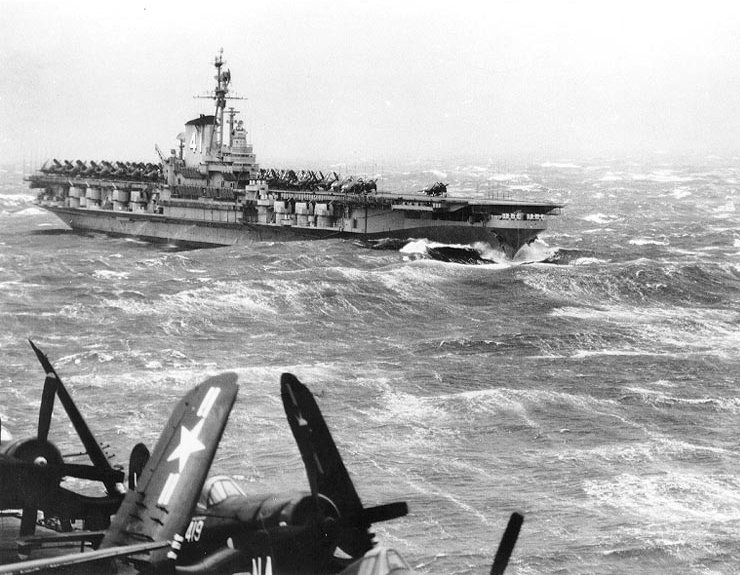
1949年2月4日，中途島號正在西西里以東海域航行，海面颳起狂風大浪。由於中途島號的負載超重，艦體在遭遇大浪時難以浮起，經浪頂而過，反而以艦艏直接衝破大浪。這使中途島號的艦艏部分經常入水過多，艦體航行時也難以保持穩定。相片攝自菲律賓海號。

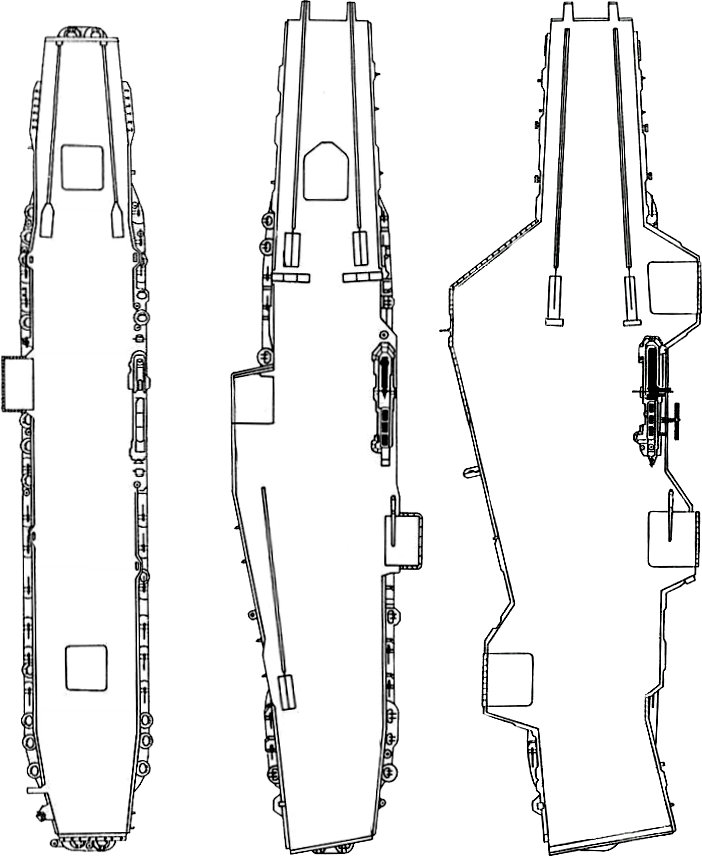
歷次改建中途島號航空母艦飛行甲板變化，左(1945年)、中SCB-110改建(1957年)、右SCB-101改建(1970年)

1954年12月27日，中途島號離開諾福克，作環球航行，以加入太平洋艦隊。1955年2月初中途島號抵達西太平洋。早前解放軍發動一江山島戰役，迫使國民政府決定撤出大陳島。中途島號隨即與艾塞克斯號、約克鎮號、胡蜂號及奇爾沙治號等艦前往支援，掩護民國的撤退艦隻，直到2月13日行動結束為止。稍後中途島號到訪橫須賀，在7月14日抵達新母港阿拉米達，正式加入太平洋艦隊。
緊接著中途島號前往布雷默頓的普吉灣海軍基地，並在8月退役，開始代號SCB-110的現代化改建，增設斜角飛行甲板、封閉艦艏及三座C-11蒸汽彈射器，並改進艦上多項設施。1957年9月30日中途島號完成改建，並重返現役，開始在近海試航訓練。多項改建雖使中途島號的配備更為先進，但艦體的負重問題卻加倍惡化。
1958年8月16日，中途島號首次前往西太平洋巡航。數日後金門炮戰爆發，遠東局勢再陷緊張，中途島號隨即趕往台灣，並到台灣海峽戒備，而蔣介石在1958年11月14日曾登艦參觀演習。中途島號持續在西太平洋巡航，最後在1959年3月12日返抵阿拉米達，並進入船廠維修。
1959年8月15日，中途島號離開阿拉米達，前往西太平洋巡航。11月9日，中途島號在蘇比克灣停留期間，艦內的泵房無故起火。雖然事故原因仍未查明，但軍方卻指事件為縱火所致。1960年3月25日中途島號返抵阿拉米達，並再進入船廠維修。
1961年2月15日，中途島號再次前往西太平洋。其時老撾內戰加劇，中途島號到南中國海警備。9月28日中途島號返抵阿拉米達。
1962年4月6日，中途島號離開阿拉米達，並先後到日本、朝鮮半島、沖繩、菲律賓及台灣等地海域演習訓練，最終在10月20日返抵阿拉米達。返國後中途島號留在近岸執勤，並在1963年6月測試了自動降落系統，由艦上遙控飛機降落。
1963年11月8日，中途島號離開阿拉米達，再次前往西太平洋。1964年初，中途島號在波濤洶湧下行駛期間，其艦側升降台接連遭大浪擊打，最終脫落墮海。不過中途島號未有即時到港口維修，而是繼續在西太平洋巡航，於5月26日返抵阿拉米達。接著中途島號進入三藩市海軍船廠維修。北部灣事件在數個月後發生，美國全面介入越戰。

## 越戰

### 早期滾雷行動

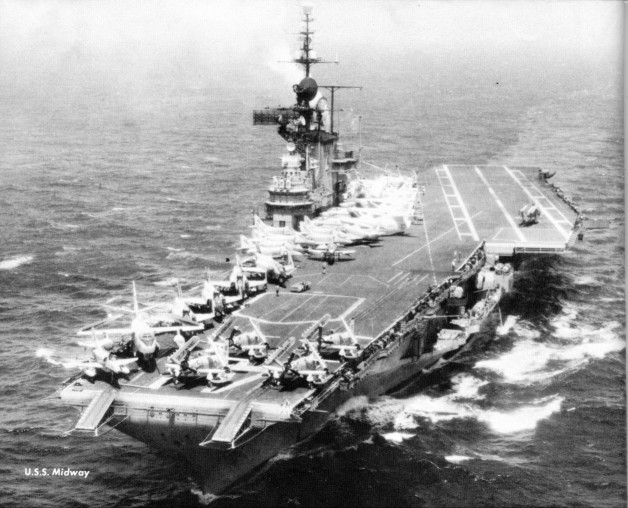
完成SCB-110改建的中途島號正在海上航行，艦體增設了斜角飛行甲板及封閉艦艏。起初中途島號斜角甲板，與進行SCB-125改建的艾塞克斯級相同，其左舷升降台亦設於甲板末端；但後來中途島號在SCB-101改善將斜角甲板的傾角增大，以改善飛行效率。雖然中途島號裝設了封閉艦艏，但艦體負載超重的問題仍無解決，大浪仍可湧上飛行甲板，影響飛行作業。

1965年3月6日，中途島號離開阿拉米達，前往參與越戰。中途島號先到珍珠港訓練，然後前往蘇比克灣。4月10日中途島號開始在洋基站執勤。
一個月前林登·詹森下令開始滾雷行動，有限度地轟炸北越；而其他多項的空中行動，如針對北越的藍樹偵察任務（Blue Tree reconnaissance missions）、老撾北部的橫滾行動（Operation Barrel Roll）、及老撾東南部胡志明小道的鋼虎行動（Operation Steel Tiger）等等，亦已陸續展開。不過中途島號的機隊除了參與北面的戰鬥外，亦與珊瑚海號派飛機到南越，為美軍及南越地面部隊提供空中密接支援。4月15日兩艦空襲了西寧省黑婆山（Núi Bà Đen），攻擊潛藏南越中央高地的越共軍隊。5月初奧里斯卡尼號亦加入協助。由於掩護成效甚為顯著，駐越美軍司令威廉·魏摩蘭要求海軍在南越外海設立固定的航空母艦執勤點，直至陸軍的機場可以全面運作為止；此一執勤點亦稱為迪西站（Dixie Station）。5月9日中途島號離開越南外海，到蘇比克灣休整。
5月20日，中途島號返回越南外海作戰。早前美國暫時停止滾雷行動，以拉攏北越返回停戰談判，但北越未有理會。18日詹森下令開始第二階段的滾雷行動，並准許空軍及海軍轟炸更多北緯20度以北的目標。此時北越在蘇聯及中國協助下，開始在河內附近興建S-75防空飛彈陣地，並運送更多戰機到北越機場；然而詹森未有准許海軍及空軍攻擊該等目標，使海空軍只能為飛機增加電子干擾設備，作被動防禦。面對北越日益密集的防空火炮，中途島號的飛機折損大幅增加；由5月20日到6月底，中途島號一共有七架飛機遭北越擊落。北越的米格機同樣威脅艦隊飛機；中途島號的F-4戰鬥機，在6月17日一共擊落了兩架米格-17，為海軍在越戰的首兩次空戰勝利。20日中途島號一架A-1攻擊機再擊落一架米格-17。27日中途島號離開越南，前往橫須賀休假。
7月23日，中途島號返回越南外海作戰。次日空軍一架F-4被北越防空飛彈擊落，為美軍在越戰遭飛彈擊落的首架飛機。這使詹森終於再准許空軍攻擊河內數個指定的防空飛彈陣地，但效果卻極為惡劣。8月11日中途島號的A-4攻擊機亦遭防空飛彈攻擊，其中一架遭擊落，另一架則受重創，勉強返回甲板降落。12及13日，中途島號與珊瑚海號派飛機空襲河內的防空飛彈，卻遭防空炮火擊落六架，兼且未有摧毀任何地面防空飛彈。為此海軍嘗試改良作戰戰術，並將部分陸戰隊機隊轉移到航空母艦執勤，協助干擾北越的雷達設施；此等反防空飛彈作戰逐漸演變為鐵手行動（Operation Iron Hand）。25日中途島號離開越南，前往香港休整。
9月15日，中途島號返回越南作戰，並繼續執行各項轟炸任務。美軍開始加緊攻擊北越的補給線，而河內市及海防市部分目標亦開始獲准攻擊，包括多座通往南方的公路及鐵路橋。10月8日中途島號離開越南，再次前往港口休整。
10月19日，中途島號返抵越南作戰。早前獨立號的機隊摧毀了河內東北的一個防空飛彈陣地，為鐵手行動的首次成功。中途島號繼續執行各項轟炸，最後於11月4日離開越南，啟程返國。11月23日中途島號返抵越南，結束首次越戰巡航。

### 第二次現代化改建與越南化時期

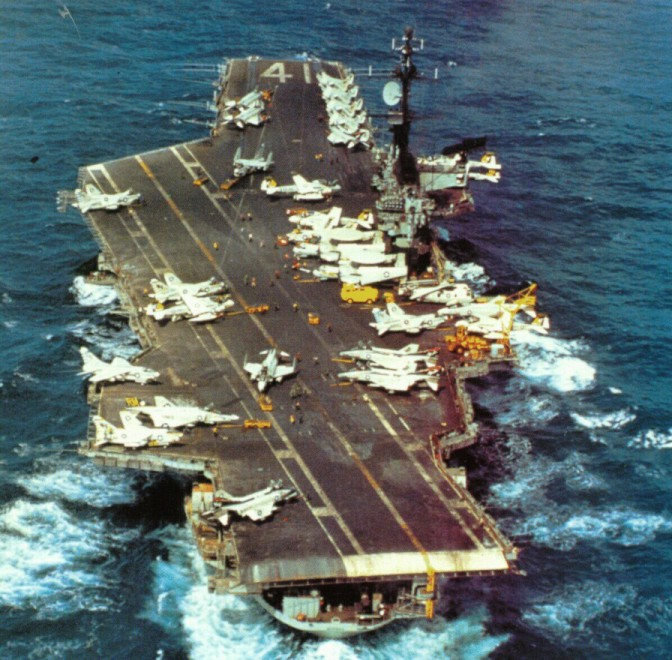
1974年11月30日，中途島號正在海上航行。相中可見SCB-101改建後，艦上的升降台及斜角飛行甲板均已重置。中途島號在1966年完成首次越戰巡航後便開始改建，但耗時極長，要到1971年才重返西太平洋，其時美軍地面部隊已撤出越南。1973年中途島號開始以日本橫須賀為母港，以改善海軍在西太平洋的執勤效率。

返國後中途島號稍作待命，然後預備新一輪的現代化改建。1966年2月11日中途島號進入三藩市海軍船廠，並在2月15日退役，開始進行SCB-101改建，其內容包括擴建飛行甲板、增大斜角飛行甲板的傾角并拆除彈射器、更換並重置飛機升降台及更新艦上另两座彈射器及降落設備，以供起降新式飛機。不過由於海軍的船塢空間不足，後來又要為因大火重創的奧里斯卡尼號作緊急維修，使中途島號的改建不斷延期，改建費用亦因此大幅膨脹，由八千七百萬（87,000,000）上升至二億二百萬（202,000,000）美金。退役四年後，中途島號終於完成改建，並在1970年1月31日重新服役。
接著一年，中途島號留在近岸試航，並作定期訓練演習。1971年4月16日，中途島號在相隔多年後，再次前往西太平洋，參與越戰。5月18日中途島號開始在越南外海執勤。
此時正值越戰相對平靜的時期。在李察·尼克遜的越南化政策下，大部分的美軍地面部隊已經撤出越南；艦隊航空母艦的出擊數亦大幅降低，主要派飛機攻擊老撾的胡志明小道，同時派飛機到北越作藍樹偵察任務。整次巡航，中途島號並沒有飛機遭北越擊落，亦只花上74日逗留在越南外海。其餘時間，中途島號在西太平洋巡航，並到訪橫須賀、佐世保、蘇比克灣及香港等地。10月24日中途島號離開西太平洋，在11月6日返抵阿拉米達。

### 復活節攻勢與美國停火
返國後中途島號留在近岸執勤。1972年3月30日，北越大舉派軍越過非軍事區，發動復活節攻勢，試圖一舉消滅南越。雖然美軍早已得悉北越的軍事計畫，並且命航空母艦及空軍早作準備；但中途島號在4月10日仍然提早前往西太平洋，協助美軍抵擋南越攻勢。30日中途島號開始在洋基站外海執勤。
此時美軍正執行自由快車行動（Operation Freedom Train），大幅轟炸北緯20度以南的北越軍隊及補給點，以擊潰北越攻勢。中途島號開始派出機隊，參與各項攻擊。美軍在5月10日將自由快車行動升級為第一階段後衛行動（Operation Linebacker I），取消北緯20度的攻擊限制區域；與此同時，海軍亦在9日開始零錢行動（Operation Pocket Money），向北越各處水道及港口設置水雷。為免誤擊蘇聯船隻，尼克遜給予蘇聯三日時間，在12日前撤走所有貨船。此後艦隊開始大舉轟炸北越多處的工業及港口設施，並且切斷其陸路及水路補給線，同時為南越地面軍隊提供密接支援。歸功於美國海軍戰鬥機武器學校的訓練，中途島號的F-4在18日先擊落了兩架米格-19，再在23日擊落兩架米格-17；而艦隊在5月一共擊落了16架米格機，沒有任何空戰損失。31日中途島號離開越南，前往蘇比克灣休整。
6月11日，中途島號返回越南外海作戰。由於北越的攻勢開始瓦解，艦隊逐步減少派飛機到南方支援，轉為加倍轟炸北越各處目標。7月7日中途島號再次離開洋基站，前往蘇比克灣休整。
7月17日，中途島號返抵洋基站作戰，並繼續進行各項轟炸。由於北越攻勢進一步潰退，艦隊將攻擊重心轉移到北越境內設施，並派軍艦以艦炮轟擊海防市港口。北越的防空炮繼續威脅艦隊的飛機。到8月13日中途島號再次離開越南時，艦上又損失了四架飛機。接著中途島號分別到蘇比克灣及香港休假。
8月24日，中途島號回到越南外海作戰。艦隊繼續猛烈轟炸北越各地，但北越仍未重返停火談判。9月9日中途島號再次前往港口休整，在20日恢復執勤，到10月12日又再次離開。這段時間中途島號再有三架飛機遭北越擊落。
10月23日，中途島號回到洋基站作戰。次日尼克遜宣佈停止轟炸北緯20度以北一周，以向北越示好；而中途島號等隨即集結飛機，集中攻擊緯度以南的北越軍隊及補給點。11月23日中途島號再次離開越南，到蘇比克灣休整。
12月2日，中途島號返抵越南外海。由於北越與美國談判破裂，尼克遜在12月18日宣布開始第二階段後衛行動，加倍空襲北越，更大幅增派B-52轟炸機，連日轟炸河內及海防市內多處受嚴密防禦的據點。行動開始翌日，中途島號離開越南，到新加坡休假。同年聖誕節美軍再次停火36小時。
1973年1月4日，中途島號再次回到越南外海。8日基辛格與黎德壽在巴黎重開談判。12日中途島號的F-4擊落一架米格-17，為美軍在越戰最後一架飛機擊落。隨著談判進度加快，艦隊開始減少出擊數，並在15日停止轟炸北越。24日中途島號再次前往菲律賓休整，而27日巴黎和平協約終於簽訂。
2月3日，中途島號回到越南外海。由於美國已與北越停火，艦隊改為派飛機到老撾及柬埔寨，空襲該處的共產黨游擊隊。12日中途島號離開越南，啟程返國；而美國在21日亦終止在老撾的所有軍事行動。3月3日中途島號返抵阿拉米達，結束接近一年的越戰巡航。

### 日本母港與西貢淪陷

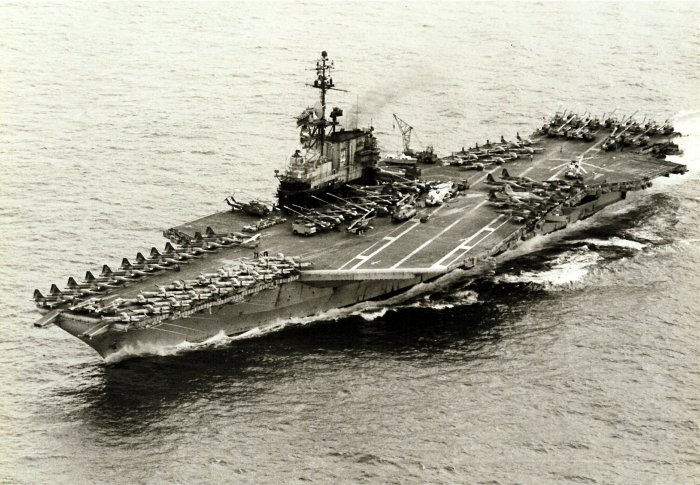
中途島號航空母艦載滿100架南越空軍的飛機從泰國駛往關島

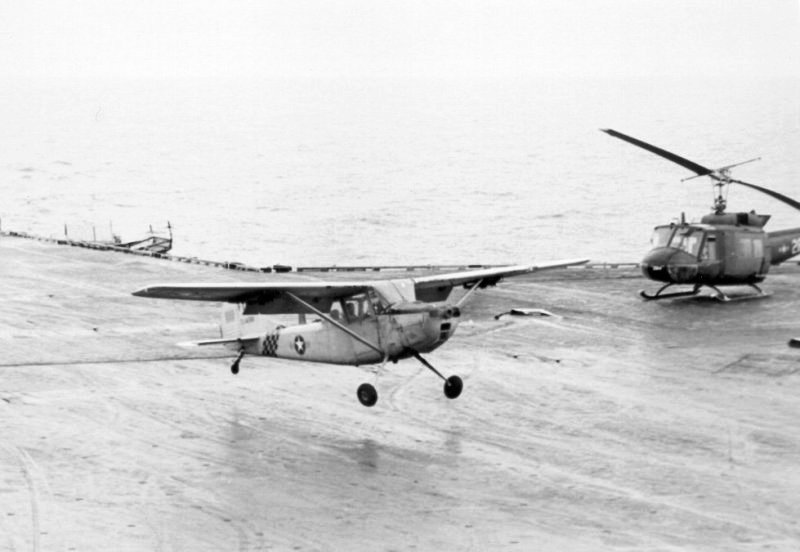
1975年4月29日，中途島號參與西貢撤僑的常風行動；一架O-1定翼機正在甲板降落。該架O-1由南越空軍的黎邦少校（Buang-Ly）駕駛，乘載其一家七口，以躲避即將攻佔西貢的越共部隊；此前該少校在中途島號空投求救紙條，要求中途島號艦長清空甲板，准許其降落。這架O-1飛機後來運到彭薩科拉海軍航空基地內的國立海軍航空博物館展出。

1973年9月11日，中途島號離開阿拉米達，前往指定為新母港的橫須賀海軍基地，並在10月5日抵達。這是美國航空母艦首次以外國港口為母港，艦上的水兵及其家人均須搬遷至日本定居。接著中途島號斷續在西太平洋巡航訓練。
1975年3月10日，北越派軍攻擊中央高地的要害邦美蜀市，而南越總統阮文紹卻在3月17日宣佈棄守中央高地，命南越軍後撤，使南越國境一夕之間無險可守。不久各處的南越部隊開始潰散，而北越則乘勢加速向南突進；柬埔寨等地的共產勢力亦加速進攻政府軍。由於東南亞的局勢已無法挽回，美國下令軍隊預備撤僑，並先在4月12日發動鷹遷行動（Operation Eagle Pull），撤走高棉共和國首都金邊的多名人員。
接著美軍預備撤走西貢的僑民。3月31日中途島號離開橫須賀，前往南中國海。4月20日中途島號抵達菲律賓，並將艦上的飛機調走，換上陸軍的運輸直升機。29日常風行動（Operation Frequent Wind）開始，中途島號、漢考克號及其他兩棲突擊艦不斷派直升機到西貢撤僑，而珊瑚海號及企業號則派戰機確保美軍撤退路線安全；這也是F-14戰鬥機首次參與前線作戰。除了美軍的撤僑直升機，不少南越士兵盜用軍用直升機甚至定翼機，接載軍眷，然後爭相逃難到中途島號等艦。當日一位南越空軍少校黎邦攜同妻子及五名子女，駕駛O-1偵察機飛越中途島號，並向甲板空投紙條，請求艦長清空甲板，讓其定翼機在甲板降落。中途島號的艦長錢伯斯上校即時清空了艦艉甲板，而該名少校在稍後則安全降落。這是南越定翼機首次在航空母艦降落，而該架O-1後來轉送到彭薩科拉的海航博物館展覽。由於難民人數眾多，美軍只好將部分南越直升機推入大海，以騰出更多空間載人。4月30日早上，美軍最後一架直升機離開西貢，而北越坦克則在接近中午駛入統一宮。越戰至此正式結束。整個常風行動，美軍一共撤走了1,373名美國公民、5,595名越南公民及第三國國籍的人士。
撤退行動後，中途島號及漢考克號分別前往曼谷及蘇比克灣卸載；珊瑚海號前往澳洲；而企業號則啟程返國。接著中途島號在曼谷搭載南越遺下的近百架飛機，然後運返關島。這使中途島號最終無法參與馬亞圭斯號貨船脅持事件的營救行動。5月29日中途島號返抵橫須賀。6月30日，中途島號重編為多用途航空母艦，舷號改為CV-41。

## 西太平洋、印度洋及阿拉伯海

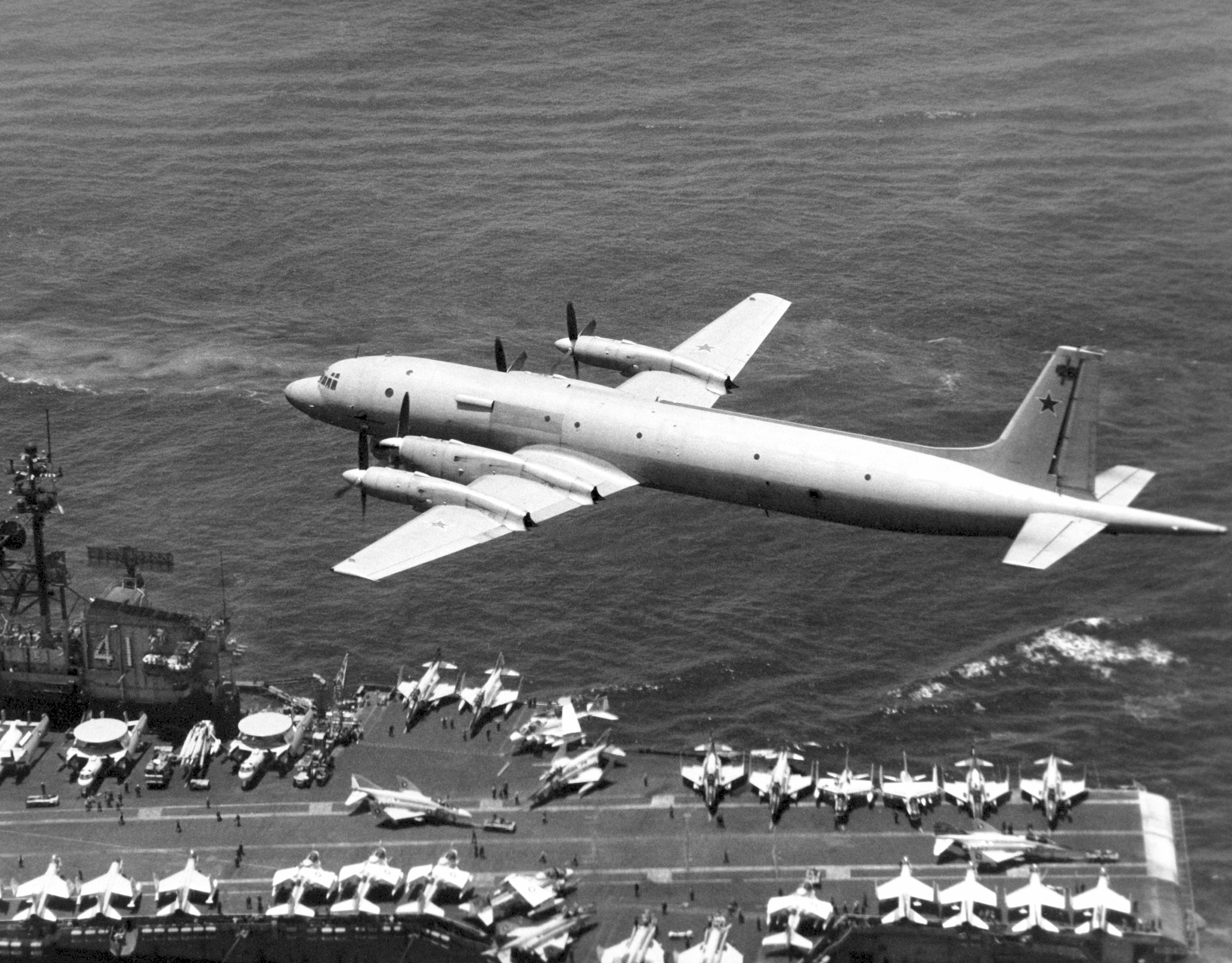
1979年5月18日，中途島號正在西太平洋航行，一架蘇聯Il-38反潛機低空掠過其飛行甲板。冷戰期間，美國及蘇聯兩國在海上經常互有摩擦：美國時而在北太平洋演習；而蘇聯則派轟炸機及船隻干擾美國艦隊執勤。相片拍攝後一個月，中途島號因伊朗伊斯蘭革命一事，由西太平洋進入印度洋戒備；而蘇聯即乘機將明斯克號航空母艦戰鬥群調到太平洋艦隊服役。兩國的摩擦到列根當政時期更為加劇，但最終仍沒有引發戰爭。

1975年10月4日，中途島號離開橫須賀，前往印度洋巡邏，並與中部公約組織的多國海軍演習，在12月19日返抵母港休假。1976年3月至1977年9月初，中途島號一共離港七次巡航；期間中途島號曾在1976年6月與韓國國軍進行聯合軍事演習。同年8月18日板門店事件後，中途島號又駛到朝鮮半島外海示威戒備。
1977年9月27日，中途島號再次前往印度洋，與中部公約組織的各國海軍演習；1978年初，中途島號又與日本海上自衛隊作定期演習。5月31日，中途島號在母港停泊期間意外起火，造成輕微損毀。1978年底，中途島號到西太平洋再作一次巡航。
1979年1月11日，中途島號前往中國東海及日本海，與海上自衛隊作聯合演習；該次軍演美軍多次遭遇蘇聯的監視飛機，而中途島號在2月20日返回橫須賀。其時伊朗伊斯蘭革命告終，霍梅尼成為伊朗的最高領袖。由於中東局勢不穩，中途島號在4月7日前往印度洋，接替返國的珊瑚海號，在中東戒備。乘中途島號的出缺，蘇聯在6月將明斯克號航空母艦調到遠東駐守；而中途島號則在6月11日返抵橫須賀。
8月中途島號再到西太平洋作短期巡航，並曾到香港休假；其時正訪問香港的美國副總統蒙代爾亦有登艦參觀。9月30日，中途島號再次前往西太平洋。11月伊朗人質危機發生後，中途島號率先趕往波斯灣戒備，而小鷹號及尼米茲號則在稍後陸續抵達。1980年2月5日中途島號由珊瑚海號接替，在20日返抵橫須賀；而4月美軍的人質營救行動失敗告終。5月底韓國光州事件發生後，中途島號在5月30日與珊瑚海號一同開赴濟州島戒備。
1980年7月14日，中途島號再次前往印度洋，並接替返國的星座號，與艾森豪號一同在阿拉伯海執勤。不久兩伊戰爭正式爆發，中途島號一直在阿拉伯海戒備，於11月26日才返抵橫須賀。
1981年2月23日，中途島號再到阿拉伯海，繼續為兩伊戰爭一事警戒，在6月5日返抵橫須賀。同年6月至1982年6月，中途島號在西太平洋作三次短期巡航演習。
1982年9月14日，中途島號前往北太平洋，並在稍後於阿留申群島與企業號會合，作聯合演習。這是美國在第二次世界大戰後，首次派出多艘航空母艦到該處演習。為表抗議，蘇聯即時舉行反演習，派轟炸機模擬空襲海上的兩支航空母艦編隊。演習後中途島號在回到西太平洋巡航，最後在12月11日返抵橫須賀。
在總統朗奴·列根對蘇聯的強硬政策下，太平洋艦隊加緊在北太西洋演習。1983年2月25日，中途島號離開橫須賀，在西太平洋稍作巡航後，再次到北太平洋，並與企業號及珊瑚海號演習，在5月9日返回橫須賀。6月到12月初，中途島號一共兩次到西太平洋作短期航行。
1983年12月28日，中途島號再到印度洋巡航，為兩伊戰爭一事戒備，到1984年5月23日才返回橫須賀。10月15日，中途島號再次離開橫須賀，並在12月1日與卡爾文森號於日本海會合，然後駛至海參威以南15海里處演習。為此蘇聯即時派出26架Tu-16轟炸機，搶佔艦隊附近的空域。12日中途島號返抵橫須賀。
1985年2月1日至3月28日，中途島號到西太平洋作定期巡航。6月10日中途島再次前往印度洋及波斯灣戒備，在10月14日返回橫須賀。1986年1月17日，中途島號到黃海及中國東海演習，於3月30日返回橫須賀。這也是A-7攻擊機及F-4戰鬥機最後一次在航空母艦服役；接著中途島號換上新式的F/A-18A戰鬥攻擊機。
返抵橫須賀後，中途島號隨即作大規模翻修，以延長服役壽命，並起降新式飛機。翻修包括更新並重置多項降落設備及更換艦舵；而艦上的火炮已在1985年時全數拆除，換上兩門方陣近迫武器系統及RIM-7海麻雀飛彈。為解決中途島號自下水以來的負重問題，海軍同時在中途島號艦側增設水泡，以提升艦體的浮力；不過該項措施最終令中途島號在海上更難以平穩行駛。改建後中途島號到海上試航，以9節低速行駛；但在遭遇兩米高的小浪下，艦體竟傾側達10度，使飛行作業比以往更為困難。
1987年1月9日，中途島號離開橫須賀，再到西太平洋巡航，並在稍後到南太平洋，到訪悉尼。期間同行的兩棲突擊艦貝勞森林號曾派AV-8海鷂II式攻擊機到中途島號，為中途島號首次有垂直起降飛機執勤。3月20日中途島號返抵橫須賀，然後在4月至7月之間再到西太平洋巡航。

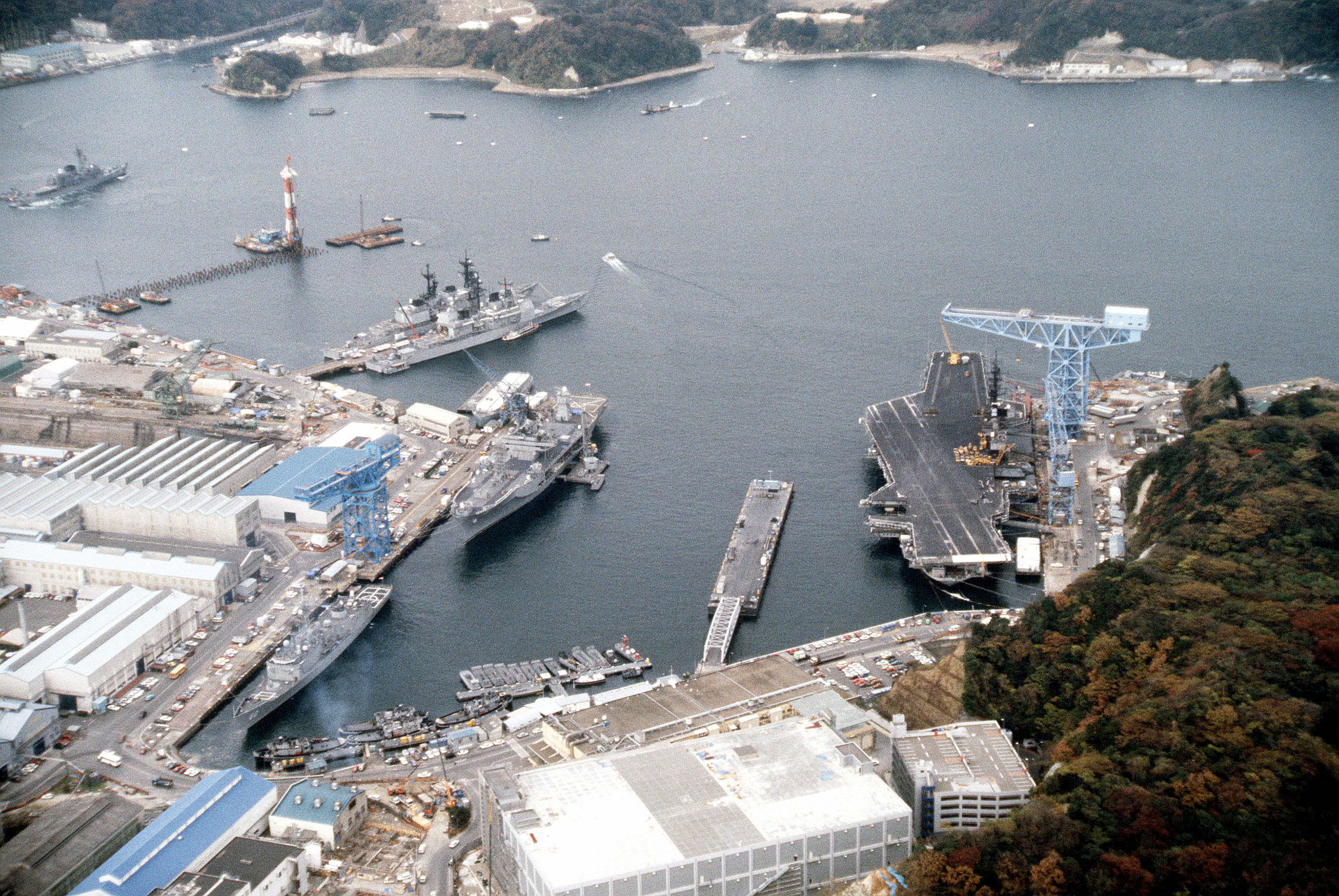
1989年的日本橫須賀海軍基地，圖中的航空母艦為中途島號

1987年10月15日，中途島號再次前往印度洋。在科威特的請求下，美國在年初准許部分科威特的油輪懸掛美國旗幟，使美國海軍可為其護航，免遭伊朗海軍襲擊；而美軍的護航計畫摯誠意志行動（Operation Earnest Will）在7月24日正式展開。中途島號抵達波斯灣後，隨即加入護航艦隊之列，直到1988年4月12日才返回橫須賀。由於1986年的改建使艦體作業困難，參議院提出將中途島號即時退役，但在海軍的多番游說下，參議院委員會改為批出一億三千八百萬（138,000,000）美金，以修正改建錯誤。
1988年10月18日，中途島號在維修過後，恢復在西太平洋巡航。由10月到1989年4月，中途島號一共三次到西太平洋作短期巡航，並再與韓國海軍演習。5月底中國在民運下政治局勢轉趨不穩，31日中途島號再次離開橫須賀，前往中國東海戒備。不久北京發生六四事件，中途島號一度預備撤走美國僑民，但計畫最終取消。7月25日中途島號返抵橫須賀。
1989年8月15日，中途島號再次前往印度洋巡航，並與泰國海軍作聯合演習。9月中途島號在印度洋訓練期間，一架F/A-18意外在半空投下炸彈，擊中李維號導彈巡洋艦，幸而損傷不大。稍後中途島號到訪澳洲費利曼圖市。12月菲律賓發生政變，在阿基諾夫人的請求下，老布殊派中途島號及企業號到菲律賓外海戒備，並派戰機封鎖叛軍控制的機場，使政變迅即瓦解。12月11日中途島號返抵橫須賀。
1990年2月20日，中途島號再次前往西太平洋巡航，在4月6日返抵橫須賀。6月20日中午，中途島號在日本近海補油期間發生意外，使艦體先後發生兩次爆炸，造成艦上三人死亡，九人重傷，而大火則要到21日早上才正式宣告撲滅。為此中途島號即時返回橫須賀維修。由於中途島號的艦體已經老舊，性能不佳，再加上此次意外，海軍決定即時為中途島號開始退役程序。

## 波斯灣戰爭

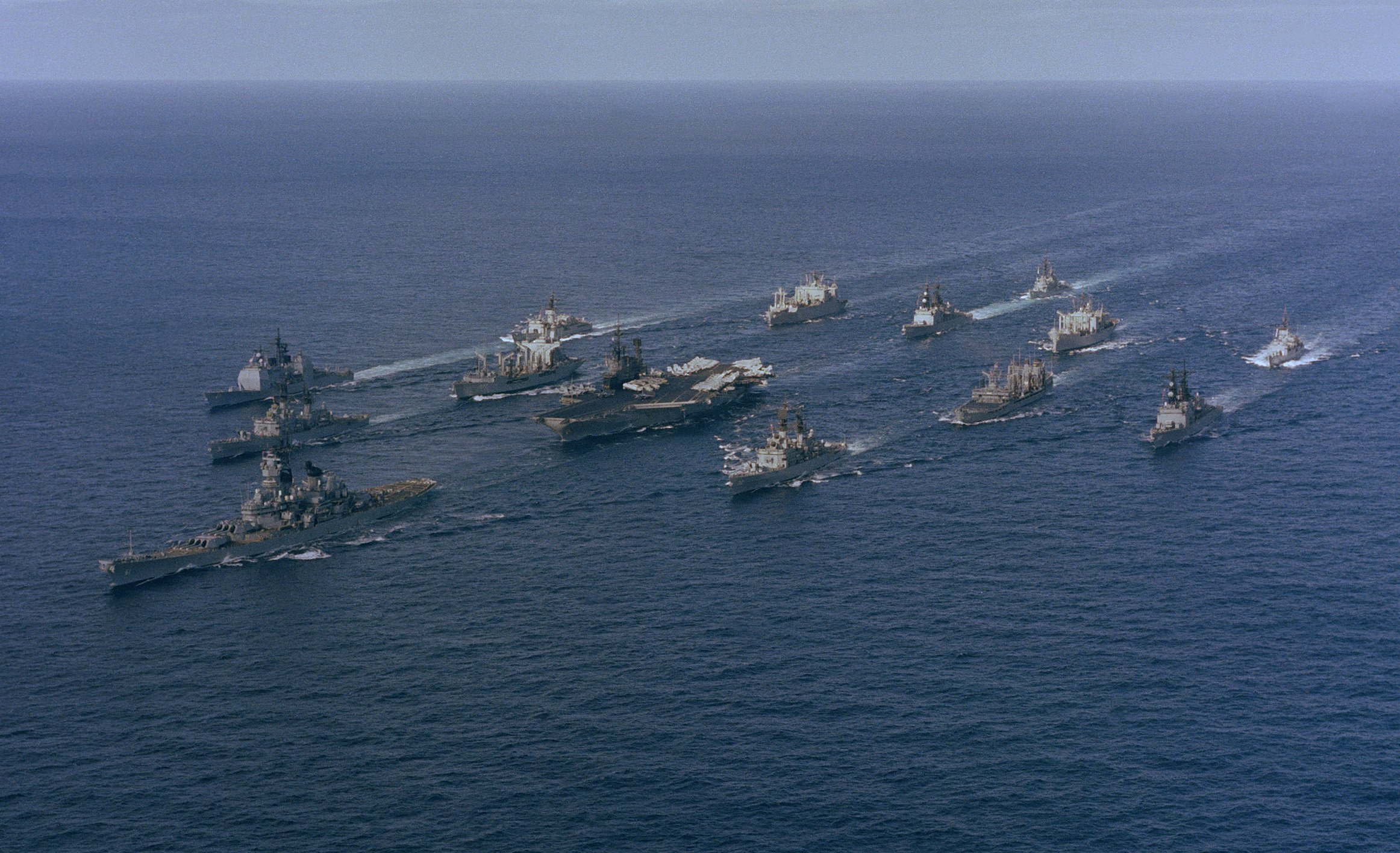
1987年12月1日，中途島號戰鬥群正在海上航行，前方的戰艦為艾奧瓦號。1987年10月到1988年4月期間，中途島號到波斯灣為部份科威特的油船護航，以免其遭到伊朗海軍襲擊。四年後波斯灣戰爭爆發，中途島號亦有參與其中。

正當中途島號預備退役之際，中東局勢卻突然有變。1990年8月2日，伊拉克總統薩達姆·侯賽因揮軍攻打科威特，波斯灣戰爭爆發。聯合國安全理事會先後通過660號及661號決議案，要求伊拉克即時撤軍，並設下經濟及軍事制裁。8月7日美軍開始沙漠之盾行動（Operation Desert Shield），動員增援沙特阿拉伯，並在當地建立基地。
中途島號在10月2日離開橫須賀，前往波斯灣，並在11月1日接替返國的獨立號，開始支援沙漠之盾行動。15日至21日，中途島號又參與陸戰隊在科威特邊境以南的大規模登陸演習。29日，聯合國安理會通過第678號決議案，指伊拉克必須在1991年1月15日前撤出科威特，否則聯合國各國可以各種手段強制執行第660號決議案。由於伊拉克無意放棄科威特，以美國為首的聯合國軍開始為攻擊行動準備，並調動更多軍力到中東；而海軍及空軍亦在波斯灣作嚴密聯合演習。1991年1月12日，美國國會准許總統向伊拉克動武。

17日凌晨1時30分，美軍開始向伊拉克發射戰斧巡航導彈，沙漠風暴行動展開。接著海軍及空軍飛機配合導彈的抵達時間，分別猛烈攻擊伊拉克多處據點：在波斯灣的中途島號、遊騎兵號及陸戰隊空襲了伊拉克南部的機場、防空設施及烏姆蓋薩爾等地的港口；在紅海的甘迺迪號及薩拉托加號，聯同英國皇家空軍及美國空軍空襲巴格達及伊拉克西部機場；而美利堅號則派飛機到紅海北部及沙特阿拉伯西部巡邏。首日盟軍已在伊拉克奪取制空權，而薩拉托加號的F-18則在當日取得了海軍僅有的兩架飛機擊落數。次日海軍空襲科威特的蘇阿巴（Ash Shuaybah）及賈比爾；
而中途島號及遊騎兵號的飛機則在布比延島外海擊傷了數艘伊拉克炮艇。
首兩日空襲後，盟軍將攻擊目標改為伊拉克的重要據點，包括飛毛腿導彈發射器、各種軍火庫、機場及燃油設施。中途島號與遊騎兵號及在21日抵達的羅斯福號輪流執勤。雖然陸上空域起初由空軍的F-15主導，使海軍飛機多為在海上及近岸巡邏，相對下較少到陸上攻擊；但在波斯灣的航空母艦因有地利之便，其EA-6B電子作戰機為盟軍提供了近四分之一的電子干擾支援。不過，伊拉克的水面力量仍斷續進入波斯灣北部，干擾盟軍執勤，而盟軍卻遲遲未能集中力量攻擊。21日海軍海豹部隊為科威特重奪古拉島（Qaruh Island），並撿獲伊拉克在波斯灣的佈雷情報；而次日盟軍開始持續攻擊伊拉克的港口設施、中國製的海鷹反艦導彈基地及水面艦艇，直至月底。與此同時，盟軍亦在科威特及伊拉克上劃分22個四方形戰區（又稱Kill Boxes），每區由一組空軍或海軍機組負責，在指定時間到該處上空執勤，期間可任意攻擊地面的伊拉克地面部隊或其他目標。此舉大幅改善了空域的使用效率，並很快成為了日常攻擊任務。1月25日中途島號等波斯灣的航空母艦開始執行此攻擊任務，並與其他盟軍飛機大肆攻擊伊拉克的裝甲部隊。
1月27日，盟軍指揮諾曼·施瓦茨科普夫（Norman Schwarzkopf）將軍宣佈已徹底取得伊拉克的制空權。同日薩達姆下令將科威特的石油傾注到波斯灣，釀成環境災難。29日薩達姆派軍攻入沙特阿拉伯，並一度佔據卡夫吉（Khafji），卡夫吉之戰爆發。中途島號等在30日開始猛烈攻擊伊拉克的地面部隊，而盟軍亦開始反攻，並在31日迫使伊拉克撤回科威特境內。
接著盟軍預備從沙特阿拉伯出兵收復科威特。中途島號等駐波斯灣航空母艦將執勤點北移，而海軍亦在2月8日將美利堅號由紅海調到波斯灣。2月初空軍繼續為出兵作準備，而海軍則攻擊波斯灣東岸的伊拉克據點，以分散其焦點。與此同時，盟軍亦清理波斯灣海岸部分水雷，然後派密蘇里號及威斯康辛號戰艦炮擊科威特的伊拉克軍事目標。2月22日，薩達姆開始逐步撤走在科威特的部隊，而老布殊則要求伊拉克在24日前必須全數撤走，否則將遭到盟軍攻擊。
2月24日早上，盟軍開始沙漠軍刀行動（Operation Desert Dagger），大舉攻進科威特境內；而中途島號、美利堅號及羅斯福號則在進攻前夕轟炸菲拉克島（Failaka Island）及科威特的海岸設施。接著中途島號等開始為登陸的海軍陸戰隊提供空中支援，擊潰其前進路線的所有敵軍部隊。27日盟軍收復科威特，而中途島號等四艘航空母艦則大舉轟炸正在科威特北部後撤的伊拉克部隊。28日早上老布殊宣佈盟軍停火。
停火後盟軍開始在科威特四周建立防禦，而中途島號則在3月10日離開波斯灣，在4月17日返抵橫須賀。6月菲律賓皮納圖博火山大規模爆發，中途島號在16日迅速搭載物資，在21日趕抵菲律賓的克拉克空軍基地，撤走受火山威脅的空軍人員。

## 退役、博物館艦與榮譽

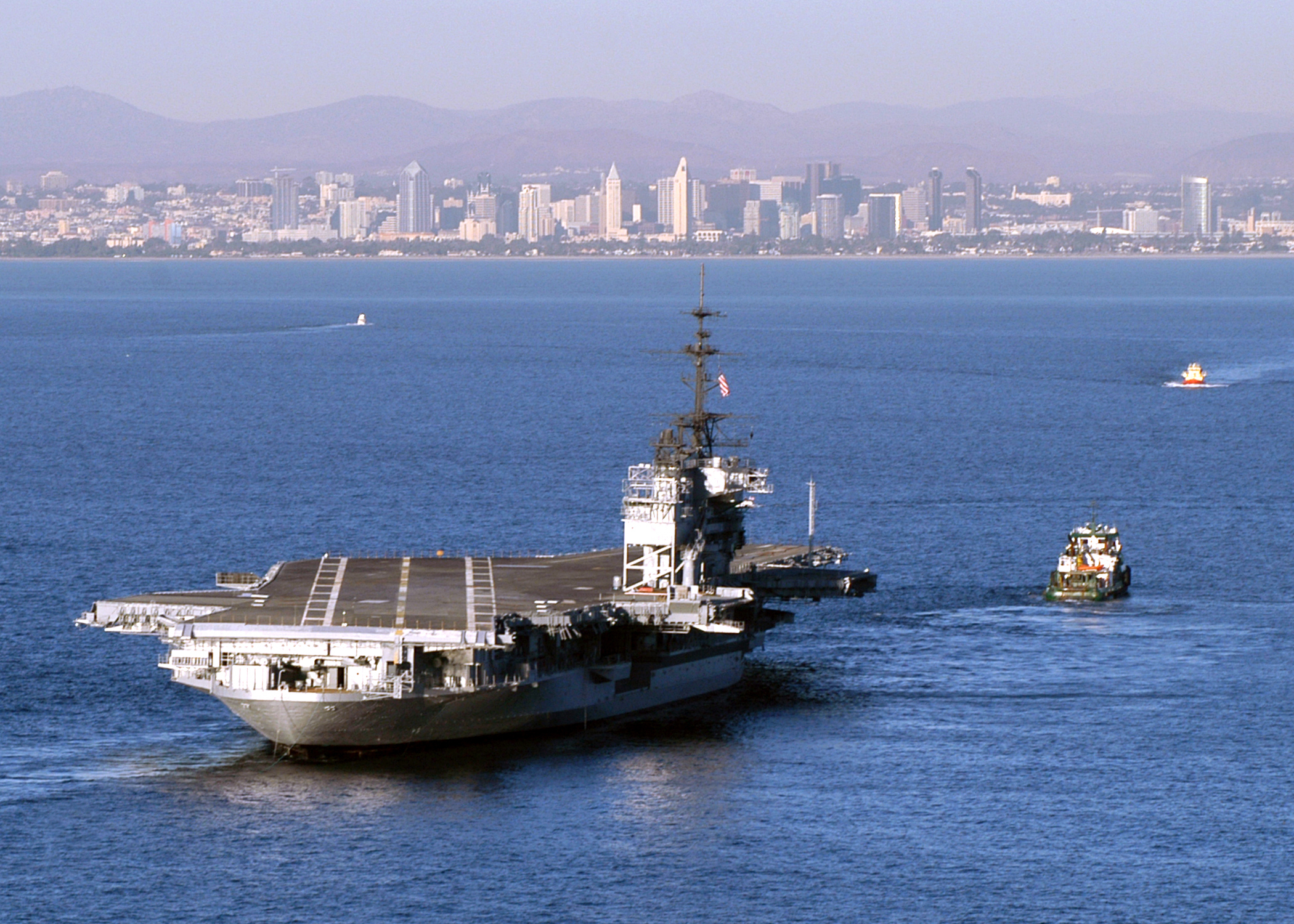
2004年1月5日，即將改裝為博物館的中途島號，正由拖船拖進聖地牙哥灣，作最後階段翻修。同年6月7日，中途島號正式對外開放。

1991年8月10日，中途島號離開橫須賀，啟程返國，並預備退役；駐日航空母艦改由獨立號接替。8月22日中途島號抵達珍珠港；而自1971年開始駐於中途島號的第五航空聯隊，亦在同日轉移到獨立號。28日中途島號前往西海岸，並到西雅圖開放予公眾參觀。9月14日中途島號返抵聖地牙哥，隨即開始退役程序。

### 中途島號博物館
1992年4月11日，中途島號在聖地牙哥退役，並在1997年3月17日除籍，拖行到布雷默頓停放。在與民間組織多番商討後，海軍最終將中途島號捐贈作博物館艦。2003年9月30日，中途島號由拖船先後拖往屋崙及聖地牙哥復修。2004年6月7日，中途島號博物館在聖地牙哥正式對外開放。
2016年6月，美國職棒小聯盟屬於高階1A層級的加州聯盟與卡羅萊那聯盟舉行全明星賽，中途島號博物館被相中成為全壘打大賽的場地。

### 榮譽
中途島號在越戰獲頒美國總統部隊嘉許獎，並獲得五枚戰鬥之星；在其服役生涯一共四次獲頒海軍部隊嘉許勳表及三次海軍部隊嘉許獎。全部榮譽見下表：
|             |                                         | Bronze star · Bronze star · Bronze star | Bronze star · Bronze star                             |
|             | Bronze star · Bronze star · Bronze star |                                         |                                                       |
|             |                                         | Bronze star · Bronze star               | Silver star · Bronze star                             |
| Silver star | Bronze star · Bronze star               |                                         | Silver star · Silver star · Silver star · Bronze star |
|             |                                         |                                         |                                                       |

| 美國總統部隊嘉許獎          | 跨軍種功績部隊嘉許                            | 海軍部隊嘉獎： 四次      | 海軍功績部隊嘉獎： 三次 |
| 戰鬥高效勳表： 五次         | 海軍遠征獎章： 四枚                           | 中國服役獎章： （延長）  | 美國戰役獎章            |
| 第二次世界大戰勝利獎章      | 海軍佔領服役獎章： （「歐洲（Europe）」橫扣） | 國防部服役獎章： 三枚    | 武裝部隊遠征獎章： 七枚 |
| 越南服役獎章： 五枚戰鬥之星 | 西南亞服役獎章： 兩枚                         | 人道主義服役獎章         | 海上部署服役勳表： 17次 |
| 棕櫚葉越南英勇十字部隊嘉許  | 越南共和國戰役獎章                            | 沙特阿拉伯科威特解放獎章 | 科威特解放獎章          |